# ایبیزا بار
«ایبیزا بار»(به انگلیسی: Ibiza Bar) نام تک‌آهنگی از گروه پراگرسیو راک پینک فلوید است که در سال ۱۹۶۹ منتشر شد و در آلبوم موسیقی متن فیلم بیشتر نیز قرار گرفت.

## سازندگان و مشارکت کنندگان
- راجر واترز - گیتار بیس
- نیک میسن - درامز و سازهای کوبه‌ای
- ریچارد رایت - پیانو، اُرگ و همخوان
- دیوید گیلمور - گیتار و خواننده